# Vara kyrka
Vara kyrka är en kyrkobyggnad som sedan 2018 tillhör Varabygdens församling (tidigare Vara församling) i Skara stift. Den ligger i centralorten i Vara kommun.

## Historia
Tidigare kyrkobyggnad var en träkyrka som troligen var medeltida med klockstapel. Den revs 1865 då Vara och Önum byggde en gemensam helgedom, då kallad Varnums kyrka, men nu Önums kyrka. Byggnaden var uppförd av furutimmer och hade tak och väggar täckta av ekspån. Långhuset var 10 x 7 meter och koret 4 x 3 meter. I söder fanns ett vapenhus. Av protokoll framgår att kyrkan var bristfällig och genomgick ett flertal reparationer.

## Kyrkobyggnaden
Nuvarande kyrka i Vara, byggd efter ritningar av arkitekt F A Wahlström, invigdes 1902. Den är uppförd i huggen granit och består av ett långhus med öst-västlig orientering. Jämfört med de flesta andra kyrkobyggnader är Vara kyrka "felvänd" då tornet ligger i öster. Arkitekturens nygotik är konsekvent genomförd med spetsbågiga gjutjärnsfönster, femkantig absid och sadeltaken över långhus, kor och sakristia täckta med skiffertak med dekorativa kupor. I väster finns ett femsidigt kor och söder om koret en femsidig sakristia. Tornets tälttak är täckt med kopparplåt och är vida synligt i slättlandskapet.  
Kyrkorummet har till stor del ursprunglig inredning. Den tidstypiska öppna smäckra takkonstruktionen, som 1933 täcktes med ett tunnvalv av masonit, återställdes vid restaureringen 1994, då även andra övertäckningar med skivmaterial avlägsnades. Interiören återfick då sitt form- och färgstarka originalskick. År 1926 fick man elektrisk belysning. Tre år senare tillkom ett tornur och 1931 installerades centralvärme, som ersatte tidigare kaminer. År 1967 fick långhus och kor nya golv. 

## Inventarier
- Dopfunten är från slutet av 1100-talet.
- Altarskåpet är från 1500-talet.
- Predikstolen i barockstil är tillverkad omkring år 1700.

### Orglar
- Orgeln på läktaren i öster har en fasad från 1903. Ryggpositivet är  och byggt 1962. byggdes av Salomon Molander och installerades 1903. År 1962 tillkom ett nytt orgelverk tillverkat av Nordfors & Co och instrumentet försågs även med ryggpositiv ritat av Adolf Niklasson. Instrumentet har 24 stämmor fördelade på två manualer och pedal. Orgeln används sällan. En tremanualig digitalorgel inköptes 2011 och spelbordet placerades nere i kyrkan.
- Tidigare fanns en kororgel tillverkad av Smedmans Orgelbyggeri 1980. Den flyttades 2011 till Slädene kyrka.[2]